# Physalis sordida
Physalis sordida är en potatisväxtart som beskrevs av Merritt Lyndon Fernald. Physalis sordida ingår i släktet lyktörter, och familjen potatisväxter. Inga underarter finns listade i Catalogue of Life.